# Referendum w Rumunii w 2018 roku
Referendum ogólnokrajowe odbyło się w Rumunii 6 i 7 października 2018.
Referendum dotyczyło wprowadzenia zmian w definicja słowa rodzina w artykule 44. Konstytucji Rumunii, co oznaczałoby konstytucyjny zakaz małżeństw osób tej samej płci. Frekwencja w czasie referendum nie przekroczyła 30%, dlatego nie miało ono konsekwencji w zmianie konstytucji.

## Geneza
Głosowanie zostało zarządzone w wyniku inicjatywy Coaliția pentru Familie. Organizacja zebrała w 2015 roku ponad 3 miliony podpisów (przy wymaganych 500 tysiącach) od osób, które poparłyby wprowadzenie tej zmiany.
Artykuł 48. Konstytucji Rumunii brzmi:

Rodzina oparta jest na związku małżeńskim, swobodnie zawieranym między małżonkami

Zaproponowana zmiana treści tego artykułu definiowałaby związek małżeński jako związek między kobietą i mężczyzną.
Izba Deputowanych przyjęła uchwałę w sprawie organizacji referendum 9 maja 2017 stosunkiem głosów 232 do 22, jednak Rząd Rumunii nie zorganizował w tym roku głosowania. Po wielu zmianach terminów, przewodniczący Izby Reprezentantów Liviu Dragnea ogłosił 1 września 2018, że referendum odbędzie się 6 i 7 października 2018.

## Wyniki

### Wyniki referendum
| Głos                                | Liczba głosów | %    |
| ----------------------------------- | ------------- | ---- |
| Za                                  | 3 531 732     | 93,4 |
| Przeciw                             | 249 412       | 6,6  |
| Głosy nieważne                      | 76 111        | –    |
| Suma                                | 3 857 308     | 100  |
| Uprawnieni do głosowania/frekwencja | 18 279 011    | 21,1 |
| Source: BEC;                        |               |      |

### Frekwencja
| 21,1%      | 78,9%         |
| Frekwencja | Nie głosowało |

### Komentarze
Wielu komentatorów uznało wyniki referendum za zwycięstwo przeciwników lidera Partii Socjaldemokratycznej – Liviu Dragnei. Przywódcy Związku Zbawienia Rumunii – grupy, która przewodziła staraniom o bojkot referendum – twierdzili, że wynik referendum stanowi dowód na to, że Rumuni opowiadają się za dalszą integracją w ramach Unii Europejskiej, a także, że Rumunia jest tolerancyjnym i nowoczesnym narodem, który odmówił w ciągu ostatnich dwóch dni cofnięcia się w swojej liberalizacji.
Partie nacjonalistyczne oraz zwolennicy zmiany konstytucji ubolewali nad brakiem sukcesu referendum. Wiceprzewodniczący Partii Socjaldemokratycznej Paul Stănescu stwierdził, że Rumunia oblała egzamin z demokracji ignorując referendum i nie biorąc udziału w głosowaniu.